# Adolf-Grimme-Preis 1992
Der 28. Adolf-Grimme-Preis wurde 1992 verliehen. Die Preisverleihung fand am 27. März 1992 im Theater Marl statt. Die Moderation übernahm dabei Harald Schmidt.
Im Rahmen der Veranstaltung wurden neben dem Adolf-Grimme-Preis noch weitere Preise, unter anderem auch der „Publikumspreis der Marler Gruppe“, vergeben.

## Preisträger

### Adolf-Grimme-Preis mit Gold
- Heinrich Breloer (Buch und Regie), Monika Bednarz-Rauschenbach (Schnitt) und Rainer Hunold (Darsteller) (für die Sendung Kollege Otto – Die Coop-Affäre, WDR / NDR)
- Alexander Kluge (für Buch und Regie zu 10 vor 11: Das Goldene Vlies, dctp)
- Willy Purucker (Buch), Rainer Wolffhardt (Regie), Jörg Hube (Darsteller) und Christine Neubauer (Darstellerin) (für die Sendereihe Löwengrube, BR)

### Adolf-Grimme-Preis mit Silber
- Felix Mitterer (Buch) und Dietrich Mattausch (Darsteller) (für die Sendereihe Die Piefke-Saga, NDR / ORF)
- Claus Räfle (für Buch und Regie zu Die Heftmacher, RIAS-TV)
- Claus-Michael Rohne (Buch und Regie) und Susan Schulte (Produktion) (für die Sendung Unter Kollegen, NDR / SWF)
- Meret Becker (Darstellerin) und Katharina Brauren (Darstellerin) (für die Sendung Fremde, liebe Fremde, BR)

### Adolf-Grimme-Preis mit Bronze
- Franz Xaver Gernstl (für Buch und Regie zu 51°Nord Deutschland querdurch, BR)
- Andreas Voigt (für die Regie bei Letztes Jahr Titanic, SFB)
- Michael Hammon (Buch, Regie und Kamera) und Gebhard Henke (Redaktion) (für die Sendung Wheels and Deals, WDR / SWF)
- Hans-Erich Viet (für Buch und Regie zu Schnaps im Wasserkessel, ZDF)
- Harald Schmidt (Darsteller) und Anke Böttcher (Regie) (für die Sendung Gala – Weihnachten mit Harald Schmidt, RB)
- Michael Klier (für Buch und Regie zu Ostkreuz, ZDF)
- Ute Diehl (für Buch und Regie zu Die Fussbroichs, WDR)
- Jörg Graser (Buch), Xaver Schwarzenberger (Regie) und Claudia Messner (Darstellerin) (für die Sendung Der Rausschmeißer, ZDF)

### Besondere Ehrung
- Gerd Ruge (für seine Berichterstattung zu dem Augustputsch in Moskau)
- Gordian Troeller (für seine Berichterstattung und Aufklärung über die Ausbeutung von Völkern der sogenannten „Dritten Welt“ durch die reichen Industrienationen)

### Sonderpreis des Kultusministers von Nordrhein-Westfalen
- Jan Franksen (für Buch und Regie zu Menschen und Mächte: Stalinallee, SFB)

### Publikumspreis der Marler Gruppe
- Raimund Kusserow (für das Buch zu Zeichen der Zeit: Kokain im Supermarkt, SDR)